# Vriesea osaensis
Vriesea osaensis är en gräsväxtart som beskrevs av J.F.Morales. Vriesea osaensis ingår i släktet Vriesea och familjen Bromeliaceae. Inga underarter finns listade i Catalogue of Life.